# NGC 7459-1
NGC 7459-1 (другие обозначения — PGC 70261, UGC 12302, MCG 1-58-21) — галактика в созвездии Рыбы.
Этот объект входит в число перечисленных в оригинальной редакции «Нового общего каталога».